# 國際刑事法院檢察官
國際刑事法院檢察官是國際刑事法院的官員，其職責包括調查和起訴國際刑事法院所管轄的罪行，即種族滅絕、反人類罪、戰爭罪以及侵略罪。
現任檢察官是卡里姆·艾哈邁德·汗，他於2021年2月12日當選，並於2021年6月16日就職。他的前任是法圖·本蘇達，在職時間是2012年6月15日至2021年6月15日。

## 檢察官選舉
第一次檢察官選舉於2003年4月21日在美國紐約舉行締約國大會第一屆會議第二次復會期間進行。唯一的正式候選人是路易斯·莫雷諾·奧坎波（Luis Moreno Ocampo）。莫雷諾·奧坎波以78票當選，無反對票和棄權票。有九個國家未投票。
第二次檢察官選舉於2011年12月12日在美國紐約的第十屆締約國大會上舉行。締約國大會成立一個遴選委員會，該委員會收到了52份有關新檢察官的推薦。最終，各國達成共識，選出時任岡比亞副檢察官法圖·本蘇達為新檢察官。她在一致鼓掌中當選。
第三次檢察官選舉於2021年2月12日在美國紐約舉行的締約國大會第十九屆會議第二次續會期間進行。在第二輪投票中，締約國大會以72票選出卡里姆·艾哈邁德·汗，超過62票當選門檻。其他三位候選人分別是卡洛斯·卡斯特雷薩納·費爾南德斯（西班牙）、弗朗切斯科·洛·沃伊（意大利）和費爾加爾·蓋納（愛爾蘭）。

## 國際刑事法院檢察官列表
| 姓名                 | 肖像 | 國家   | 當選日         | 任期開始      | 任期完結      |
| -------------------- | ---- | ------ | -------------- | ------------- | ------------- |
| 路易斯·莫雷諾·奧坎波 |      | 阿根廷 | 2003年4月21日  | 2003年6月16日 | 2012年6月15日 |
| 法圖·本蘇達          |      |        | 2011年12月12日 | 2012年6月16日 | 2021年6月15日 |
| 卡里姆·艾哈邁德·汗   |      | 英国   | 2021年2月12日  | 2021年6月16日 | 2030年6月15日 |